# Scott McDonald
Pour les articles homonymes, voir McDonald.
Cet article possède un paronyme, voir Scott MacDonald.
Scott Douglas McDonald (né le 21 août 1983 à Melbourne, Australie) est un footballeur international australien qui joue pour Brisbane Roar au poste d'attaquant.

## Biographie
Attaquant du Celtic Glasgow depuis 2007, il jouait auparavant au Motherwell FC autre club de Scottish Premier League où il a passé les 3 saisons et demi précédentes marquant 44 buts en 109 matchs. De 2000 à 2002 il appartenait au club de Southampton FC en Angleterre pour lequel il n'a joué que 2 matchs, étant prêté plusieurs fois à des clubs de divisions inférieures. Au Celtic FC, il marque quasiment un but par match, étant ainsi lauréat pour le soulier d'or européen, récompensant le meilleur buteur de tous les championnats européens. Le samedi 3 mai 2008, il inscrit son 30e but de la saison, toutes compétitions confondues, face à son ancien club Motherwell FC. Le 27 décembre de la même année, il offre au Celtic la victoire contre les Rangers à Ibrox Park en marquant l'unique but de la rencontre à la 57e minute.
Malgré des performances régulières avec le Celtic FC, il décide de rejoindre le Middlesbrough FC en février 2010, après l'arrivée de Robbie Keane au Celtic FC.
Le 23 juillet 2013 il rejoint Millwall.
Le 27 février 2015, il rejoint Motherwell.

### Statistiques détaillées par saison
| Saison                         | Club                 | Pays       | Championnat | Championnat | Coupes d’Europe | Coupes d’Europe | Équipe d'Australie | Équipe d'Australie |
| Saison                         | Club                 | Pays       | Matchs      | Buts        | Matchs          | Buts            | Matchs             | Buts               |
| ------------------------------ | -------------------- | ---------- | ----------- | ----------- | --------------- | --------------- | ------------------ | ------------------ |
| 2001-2002                      | Southampton FC       | Angleterre | 2           | 0           | 0               | 0               | 0                  | 0                  |
| 2002-2002 (oct.)               | Huddersfield Town FC | Angleterre | 13          | 1           | 0               | 0               | 0                  | 0                  |
| 2003 (mars)-2003 (août)        | AFC Bournemouth      | Angleterre | 7           | 1           | 0               | 0               | 0                  | 0                  |
| 2003-2003 (août-sept., 1 mois) | Milton Keynes        | Angleterre | 2           | 0           | 0               | 0               | 0                  | 0                  |
| 2003 (jan.)-2004               | Motherwell           | Écosse     | 15          | 1           | 0               | 0               | 0                  | 0                  |
| 2004-2005                      | Motherwell           | Écosse     | 27          | 15          | 0               | 0               | 0                  | 0                  |
| 2005-2006                      | Motherwell           | Écosse     | 34          | 11          | 0               | 0               | 0                  | 0                  |
| 2006-2007                      | Motherwell           | Écosse     | 32          | 15          | 0               | 0               | 3                  | 0                  |
| 2007-2008                      | Celtic Glasgow       | Écosse     | 36          | 25          | 10              | 2               | 4                  | 0                  |
| 2008-2009                      | Celtic Glasgow       | Écosse     | 34          | 16          | 6               | 1               | 3                  | 0                  |
| 2009-2010 (jan.)               | Celtic Glasgow       | Écosse     | 19          | 10          | 8               | 2               | 5                  | 0                  |
| 2010 (fév.)-2010               | Middlesbrough FC     | Angleterre | 13          | 4           |                 |                 |                    |                    |
| 2010-2011                      | Middlesbrough FC     | Angleterre | 38          | 12          |                 |                 |                    |                    |
| 2011-2012                      | Middlesbrough FC     | Angleterre | 26          | 9           |                 |                 |                    |                    |

 Dernière modification le 1er février 2010

## Palmarès

### Personnel
- Membre de l'équipe-type de Scottish Premier League en 2007, 2008 et 2009